# Greg Luganis
Gregori Efhimios Luganis (/luːˈɡeɪnɪs/; El Kahon, 29. januar 1960) američki je olimpijski skakač u vodu, LGBT aktivista, i autor koji je nagrađen zlatnim medaljama na Olimpijskim igrama 1984. i 1988. godine, za skakanje sa odkočne daske i platforme. On je jedini muškarac i drugi skakač u olimpijskoj istoriji koji je bio pobednik skakačkih događaje na uzastopnim Olimpijskim igrama. Nazivali su ga i „najvećim američkim skakačem” i „verovatno najvećim skakačem u istoriji”.

## Rani životi i obrazovanje
Luganis je rođen u El Kahonu (Kalifornija), i on je samoanskog i švedskog porekla. Njegovi biološki tinejdžerski roditelji su ga dali na usvajanje kada je imao osam meseci, te su ga odgajili usvojitelji, Fransis i Pitera Luganis. Njegov usvojeni otac bio je grčkog porekla. Luganis je 1984. godine stupio u kontakt sa svojim biološkim ocem, Fuvaleom Lutuom. Pomoću DNK testova, njegovih i polustodničkih, on je pronašao svoju biološku majku 2017. godine.
Luganis je počeo da podučava ples, akrobatiku i gimnastiku sa 18 meseci, nakon što je prisustvovao časovima svoje sestre i izrazio želju da se pridruži. Od svoje treće godine je svakodnevno vežbao, takmičio se i davao javne nastupe. Sledećih nekoliko godina redovno se takmičio i nastupao na raznim mestima, uključujući staračke domove i lokalnu pomorsku bazu. Kao dete mu je dijagnozirana astma i alergije, te mu je savetovano da nastavi s časovovima plesa i gimnastike. Takođe se vežbao na trampolinu, a sa devet godina počeo je časovima ronjenja nakon što je porodica dobila bazen. On je pohađao srednju školu Santa Ana u Santa Ani u Kaliforniji; srednju školu Valhala u El Kahonu u Kaliforniji; kao i srednju školu Mišon Vijeho, u Mišon Vijehu u Kaliforniji.
Potom 1978. godine, on je pohađao Univerzitet u Majamiju, gde je diplomirao dramu i nastavio sa ronjenjem. Godine 1981, on je prešao na Univerzitet u Kaliforniji, u Ervajnu, gde je 1983. diplomirao na pozorišnom odseku, sa dodatnom specijalizacijom u plesu.

## Ronilačka karijera
Kao juniorski olimpijski takmičar, Luganis je zapao za oko dr Semiju Liju, dvostrukom olimpijskom šampionu, koji je počeo da ga trenira. Sa šesnaest godina, Luganis je učestvovao na Letnjim olimpijskim igrama 1976. u Montrealu, gde je zauzeo drugo mesto u disciplini toranj, iza italijanske sportske legende Klausa Dibijasija. Dve godine kasnije, kada se Dibiasi penzionisao, Luganis je osvojio svoju prvu titulu svetskog prvaka u istom događaju uz pomoć trenera Rona O'Briena.
Luganis je bio favorit za dva zlata na Letnjim olimpijskim igrama 1980. u Moskvi, ali ga je američki bojkot igara sprečio da učestvuje. On je bio jedan od 461 sportiste koji je godinama kasnije dobio zlatnu medalju Kongresa. Luganis je osvojio dve titule na svetskom prvenstvu 1982. godine, gde je postao prvi skakač u vodu na velikom međunarodnom mitingu koji je dobio savršenu ocenu od 10 od svih sedam sudija. Na Olimpijskim igrama u Los Anđelesu 1984. godine, sa rekordnim rezultatima i vođstvom u odnosu na svoje protivnike, Luganis je osvojio zlatne medalje u disciplinama skokova u vodu sa odskočne daske i tornja.
On je osvojio još dve titule svetskog prvaka 1986. godine.
Na Olimpijskim igrama u Seulu 1988. udario je glavom o odskočnu dasku tokom preliminarnih rundi, što je dovelo do potresa mozga. On je završio pripremne utakmice uprkos povredi. Zatim je ostvario najveći pojedinačni rezultat u kvalifikacionoj rundi za svoj sledeći skok i ponovio skok tokom finala, osvojivši zlatnu medalju sa razlikom od 25 poena. U finalu na 10 m osvojio je zlatnu medalju, izvodeći u svom poslednjem pokušaju skok sa 3,4 težine, osvojivši 86,70 poena za ukupno 638,61, nadmašivši osvajača srebrne medalje [[[Xiong Ni|Sjung Nia]] za samo 1,14 poena. Njegov povratak doneo mu je titulu „Sportiste godine“ Širokog sveta sporta za 1988. godinu po izboru ABC-a.

### HIV status i povreda glave
Šest meseci pre Olimpijskih igara u Seulu 1988. Louganisu je dijagnostikovan HIV i počeo je da uzima antiretrovirusne lekove. Nakon što je Luganis javno objavio da je HIV pozitivan 1995. godine, ljudi u i izvan međunarodne ronilačke zajednice počeli su da dovode u pitanje Luganisovu odluku da ne otkrije svoj HIV status u vreme povrede glave tokom Olimpijskih igara 1988, s obzirom na to da je iskrvario u bazen u koji su drugi potom zaronili. Luganis je izjavio da je tokom iskušenja bio „paralizovan od straha” da će zaraziti drugog takmičara ili doktora koji ga je lečio. Ultimatno, niko drugi nije bio zaražen. Incident nije predstavljao nikakav rizik za druge, jer je mala količina krvi u potpunosti razblažena vodom u bazenu, a prema Džonu Vordu, šefu nadzora HIV-AIDS-a u Centrima za kontrolu i prevenciju bolesti SAD, „hlor ubija HIV“. Pošto je koža efikasna barijera za HIV, jedini način na koji bi virus mogao da uđe bio bi kroz otvorenu ranu; „Ako virus samo dodirne kožu, on ne može da izazove infekciju: koža nema receptore koji bi vezali HIV“, objasnio je tada dr Entoni Fauči iz Nacionalnog instituta za alergije i infektivne bolesti.

### Potpora
Luganis je dobio nekoliko sponzorskih ugovora nakon svojih olimpijskih pobeda 1984. i 1988. godine, a njegov glavni ugovor je bio Speedo, partnerstvo koje je trajalo do 2007. Neki od njegovih kolega sportista krivili su homofobiju za njegov mali broj ugovora, pošto se pričalo da je i ranije bio gej, pre nego što je to obelodanjeno. Luganis je izjavio da sumnja da je njegova seksualnost igrala ulogu, iako smatra da su ga delimično u pogledu popularnosti jednostavno zasenili drugi američki olimpijci, pre svega Meri Lu Reton.
Godine 2016, Luganis je prikazan na kutijama žitarica Vitis, gde su poznati američki sportisti prikazivani, kao deo posebne serije „Legende“ koja je takođe uključivala olimpijce iz 1980-ih Dženet Evans i Edvina Mozesa. Ovo se dogodilo otprilike godinu dana nakon što je pokrenuta peticija change.org koja je zahtevala da on bude predstavljen, iako je General Mills negirao bilo kakav uticaj peticije.

### Trenerska karijera
U novembru 2010. Luganis je počeo da trenira ronioce širokog spektra uzrasta i sposobnosti u SoCal ronilačkom klubu u Fulertonu, Kalifornija.
On je bio mentor američkom skakačkom timu na Olimpijskim igrama u Londonu 2012. i Olimpijskim igrama u Rio de Žaneiru 2016.

## Filmografija
- (1987) kao Lari
- (1992) kao Maks u segmentu
- (narator)
- (1994) predstavlja sebe
- (1996) kao Dan Zuma
- (epizoda: "Broken Record") (1997 TV film) kao Kouč Hil
- (1997) kao Dejvid
- (2008) kao Kouč Braun
- (2010)
- , sezona 2, epizoda 9 (2012), gde predstavlja sebe
- (2013), gde predstavlja sebe
- (2013), gde predstavlja sebe
- (2014)
- (2015) kao Salvador Dalí
- (2015) kao fikciona verzija sebe

## Spoljašnje veze
- Званични веб-сајт
- Greg Luganis на сајту Sports-Reference.com (архивирано)
- Greg Louganis to keynote DBSA 2007 National Conference на сајту  (архивирано 2007-05-28)